# Morti nel 1964/Agosto
| Questa pagina contiene informazioni ricavate automaticamente dalle voci biografiche con l'ausilio del template Bio e di un bot. L'aggiornamento è periodico e automatico e ricostruisce completamente la pagina. Se manca una persona in questa lista, sei pregato di non aggiungerla, ma accertati piuttosto che la sua voce biografica contenga il template Bio e che i dati anagrafici siano correttamente compilati. Se il template Bio manca, inseriscilo tu stesso o, in alternativa, metti l'avviso {{tmp\|Bio}} che ne segnala la mancanza. Se i dati riportati sono sbagliati, correggi direttamente la voce biografica; le modifiche saranno visibili in questa lista entro pochi giorni. Per chiarimenti vedi il progetto biografie. La lista contiene solo le 68 persone che sono citate nell'enciclopedia e per le quali è stato implementato correttamente il template Bio. Pagina aggiornata al 3 mar 2024. |

- 1º agosto - Clarence Abel, hockeista su ghiaccio statunitense (n. 1900)
- 1º agosto - Pierre Georget, pistard francese (n. 1917)
- 1º agosto - Battista Giuntelli, ciclista su strada italiano (n. 1900)
- 2 agosto - Carel Godin de Beaufort, pilota automobilistico olandese (n. 1934)
- 3 agosto - Giuseppe Gardella, medico italiano (n. 1900)
- 3 agosto - Flannery O'Connor, scrittrice statunitense (n. 1925)
- 4 agosto - Amerigo Gomez, giornalista e regista radiofonico italiano (n. 1915)
- 5 agosto - Ernst Kühnel, storico dell'arte tedesco (n. 1882)
- 5 agosto - Moa Martinson, scrittrice svedese (n. 1890)
- 5 agosto - Art Ross, hockeista su ghiaccio, allenatore di hockey su ghiaccio e dirigente sportivo canadese (n. 1886)
- 5 agosto - Marcello Visconti di Modrone, nobile, politico e imprenditore italiano (n. 1898)
- 6 agosto - Cedric Hardwicke, attore britannico (n. 1893)
- 6 agosto - Reed Howes, attore statunitense (n. 1900)
- 7 agosto - Salima Machamba (n. 1874)
- 7 agosto - Earl C. Slipher, astronomo e politico statunitense (n. 1883)
- 7 agosto - Henk Vermetten, calciatore olandese (n. 1895)
- 7 agosto - Guido Zanobini, giurista italiano (n. 1890)
- 7 agosto - Aleksander Zawadzki, militare e politico polacco (n. 1899)
- 8 agosto - Lala Sjöqvist, tuffatrice svedese (n. 1903)
- 10 agosto - Carlo Cossio, animatore e fumettista italiano (n. 1907)
- 10 agosto - Affonso Eduardo Reidy, architetto brasiliano (n. 1909)
- 11 agosto - Mario D'Annunzio, politico italiano (n. 1884)
- 12 agosto - Isidro Fabela, avvocato, scrittore e giornalista messicano (n. 1882)
- 12 agosto - Ian Fleming, scrittore, giornalista e militare britannico (n. 1908)
- 12 agosto - Dmitrij Dmitrievič Maksutov, ingegnere sovietico (n. 1896)
- 14 agosto - Johnny Burnette, cantante statunitense (n. 1934)
- 14 agosto - Albino Carraro, arbitro di calcio e dirigente sportivo italiano (n. 1899)
- 14 agosto - Luigi Pirelli, vescovo cattolico italiano (n. 1895)
- 15 agosto - Edward Alexander, attore statunitense (n. 1886)
- 15 agosto - Lucio Bini, neurologo e psichiatra italiano (n. 1908)
- 15 agosto - Dr. Atl, pittore e scrittore messicano (n. 1875)
- 15 agosto - Eino Kettunen, compositore e paroliere finlandese (n. 1894)
- 16 agosto - William Cowhig, ginnasta britannico (n. 1887)
- 16 agosto - Jakob Schmid,  tedesco (n. 1886)
- 16 agosto - Egon Terzetta, calciatore italiano (n. 1899)
- 16 agosto - Paul Weinstein, altista, astista e lunghista tedesco (n. 1878)
- 17 agosto - Oda Alstrup, attrice danese (n. 1888)
- 17 agosto - Jon Iversen, attore e regista danese (n. 1889)
- 18 agosto - Hildegard Trabant,  tedesca (n. 1927)
- 19 agosto - Virginio Ghiringhelli, pittore e decoratore italiano (n. 1898)
- 19 agosto - Ewald Kluge, pilota motociclistico tedesco (n. 1909)
- 19 agosto - Ardengo Soffici, pittore, scrittore e poeta italiano (n. 1879)
- 19 agosto - Vanni Teodorani, giornalista e politico italiano (n. 1916)
- 19 agosto - Giacinto Tredici, arcivescovo cattolico italiano (n. 1880)
- 20 agosto - Émile Cornic, schermidore francese (n. 1894)
- 20 agosto - Arno Frank, cestista, allenatore di pallacanestro e allenatore di calcio brasiliano (n. 1903)
- 21 agosto - Ladislao Findysz, presbitero polacco (n. 1907)
- 21 agosto - Palmiro Togliatti, politico, giornalista e economista italiano (n. 1893)
- 22 agosto - Symeon Lukač, vescovo cattolico ucraino (n. 1893)
- 22 agosto - Helena Makowska, attrice polacca (n. 1893)
- 22 agosto - Cesare Migliorini, dirigente sportivo e allenatore di calcio italiano (n. 1901)
- 22 agosto - Cecil von Renthe-Fink, ambasciatore tedesco (n. 1885)
- 22 agosto - Charles Stevens, attore statunitense (n. 1893)
- 23 agosto - Estella Canziani, scrittrice e artista britannica (n. 1887)
- 23 agosto - Guido Ucelli, ingegnere, dirigente d'azienda e mecenate italiano (n. 1885)
- 24 agosto - Umberto D'Ancona, biologo e naturalista italiano (n. 1896)
- 24 agosto - Virgilio Gozzoli, anarchico italiano (n. 1886)
- 24 agosto - Otto Korfes, generale tedesco (n. 1889)
- 25 agosto - Tore Edmondo Calabrò, scultore e pittore italiano (n. 1891)
- 25 agosto - Felice Giordano, pittore italiano (n. 1880)
- 27 agosto - Gracie Allen, attrice e comica statunitense (n. 1895)
- 28 agosto - Aristide Baracchi, baritono italiano (n. 1885)
- 28 agosto - Lumsden Hare, attore, regista e produttore teatrale irlandese (n. 1875)
- 28 agosto - Cooper Harold Langford, filosofo e logico statunitense (n. 1895)
- 28 agosto - Jimmy Richardson, calciatore inglese (n. 1911)
- 29 agosto - Josef Šroubek, calciatore e hockeista su ghiaccio cecoslovacco (n. 1891)
- 31 agosto - Goffredo Bellonci, giornalista, critico letterario e italianista italiano (n. 1882)
- 31 agosto - Peter Lanyon, pittore britannico (n. 1918)